# ビーネックステクノロジーズ
株式会社ビーネックステクノロジーズ（英： BeNEXTTechnologies Inc.）は、東京都港区に本社を置く、機械・電気・IT領域など幅広い技術分野における人材派遣、請負、受託、人材紹介事業を行う企業である。
2020年1月1日付でトラスト・テックグループが持株会社体制に移行する時に、技術者派遣等の事業を株式会社ビーネックスグループから継承し、新たにビーネックスグループ（現オープンアップグループ）の一員となった。

## 概要
商号:株式会社ビーネックステクノロジーズ
創業年:2019（令和元年）年7月1日
本社所在地:東京都港区虎ノ門1-3-1 東京虎ノ門グローバルスクエア16階

## 前身となる旧株式会社ビーネックスグループ沿革
- 1997年（平成9年） 8月 障がい者雇用を行う共生産業株式会社（現株式会社オープンアップグループ）設立
- 2004年（平成16年） 11月 人材サービス事業を開始し、株式会社トラストワークスサンエーへ社名変更
- 2005年（平成17年） 6月 技術者派遣を行う株式会社トラスト・テックを子会社化
- 2006年（平成18年）11月 株式会社トラストワークスへ社名変更
- 2007年（平成19年）6月 ジャスダック証券取引所に上場
- 2008年（平成20年） 10月 子会社の株式会社トラスト・テックを吸収合併し、株式会社トラストワークスは株式会社トラスト・テックへ社名変更
- 2009年（平成21年） 3月 製造派遣を行う株式会社TTMを子会社化
- 2010年（平成22年） 6月 香港虎斯科技有限公司（HKTT Limited）を子会社化
- 2013年（平成25年） 8月 東京証券取引所市場第2部へ市場変更[4]
- 2013年（平成25年）12月 東京証券取引所市場第1部上場[4]
- 2015年（平成27年） 3月 子会社香港虎斯科技有限公司（HKTT Limited）がインドネシア駐在員事務所を設立
- 2015年（平成27年） 7月 株式会社テクノパワーよりテクニカルソリューション事業部を譲受、株式会社フリーダムを子会社化
- 2015年（平成27年）10月 株式会社トラィアル（旧社名：カナモトエンジニアリング）を子会社化
- 2016年（平成28年） 8月 英国人材派遣会社MTrec Limitedを子会社化
- 2016年（平成28年） 9月 子会社香港虎斯科技有限公司（HKTT Limited）が上海現地法人を設立
- 2016年（平成28年）10月 子会社株式会社トラィアルを吸収合併、山東省聯信智達人力資源有限公司を合弁で設立
- 2017年（平成29年） 3月 特例子会社を株式会社トラスト・テック・ウィズに社名変更、株式会社フュージョンアイを子会社化
- 2017年（平成29年）11月 広州点米信科人力資源有限公司を合弁で設立
- 2017年（平成29年）12月 英国人材派遣会社Gap Personnel Holdings Limited を子会社化
- 2018年（平成30年） 1月 子会社株式会社フュージョンアイが当社のIT・ソフト領域の事業を継承し、株式会社トラスト・アイパワーズに社名変更
- 2018年（平成30年） 4月 子会社株式会社フリーダム傘下の事業会社（株式会社システムOne、株式会社イーシーエス等）を統合し、株式会社トラスト・ネクストソリューションズに社名変更
- 2018年（平成30年） 8月 英国人材派遣会社Quattro Group Holdings Limitedを子会社化[5]
- 2019年（令和元年） 1月 ベトナムの大手人材派遣会社を傘下に持つL&A INVESTMENT CORPORATIONの株式を取得し持分法適用会社に[6]
- 2019年（令和元年） 7月 子会社株式会社トラスト・アイパワーズと子会社株式会社トラスト・ネクストソリューションズが合併し、株式会社ビーネックスソリューションズに社名変更
- 2019年（令和元年）11月 株式会社アクシス・クリエイト、株式会社フェイス、株式会社アクシスヒューマンデベロップメントを子会社化[7]
- 2020年（令和2年） 1月 持株会社体制へ移行し、株式会社ビーネックスグループに社名変更[1][2][3]
  - 子会社株式会社TTMが株式会社ビーネックスパートナーズに社名変更

## 株式会社ビーネックステクノロジーズ沿革
- 2019年（令和元年） 7月 株式会社ビーネックスグループの技術者派遣事業等を引き継ぐ目的にて株式会社ビーネックステクノロジーズ設立
- 2020年（令和2年） 1月 技術者派遣等の事業を株式会社ビーネックスグループから継承
- 2022年（令和4年） 7月 グループ会社の夢テクノロジーよりビーネックステクノロジーズが機械・電機分野の技術者派遣事業を継承
- 2022年（令和4年） 7月 東京研修センターを開設
- 2022年（令和4年） 10月 大阪オフィスを大阪府大阪市北区に移転
- 2023年（令和5年） 1月 親会社の商号株式会社ビーネックスグループが株式会社オープンアップグループに変更
- 2023年（令和5年） 5月 大阪研修センターを開設

## 事業内容
- 技術者派遣、受託、委託、請負、有料職業紹介事業